# Stati di Palau

Stati di Palau

Gli Stati di Palau sono la suddivisione territoriale di primo livello del Paese e sono in tutto 16; fino al 1984 erano chiamati municipalità.

## Lista
| Bandiera               | Stato        | Capitale     | Superficie (km²) | Popolazione (2005) |
| ---------------------- | ------------ | ------------ | ---------------- | ------------------ |
| Nord di Babeldaob      |              |              |                  |                    |
|                        | Kayangel     | Kayangel     | 3                | 188                |
| Babeldaob              |              |              |                  |                    |
|                        | Aimeliik     | Mongami      | 52               | 270                |
|                        | Airai        | Ngetkib      | 44               | 2723               |
|                        | Melekeok     | Melekeok     | 28               | 391                |
|                        | Ngaraard     | Ulimang      | 36               | 581                |
|                        | Ngarchelong  | Mengellang   | 10               | 488                |
|                        | Ngardmau     | Urdmang      | 47               | 166                |
|                        | Ngaremlengui | Imeong       | 65               | 317                |
|                        | Ngatpang     | Ngereklmadel | 47               | 464                |
|                        | Ngchesar     | Ngersuul     | 41               | 254                |
|                        | Ngiwal       | Ngerkeai     | 26               | 223                |
| Sud-ovest di Babeldaob |              |              |                  |                    |
|                        | Angaur       | Ngeremasch   | 8                | 320                |
|                        | Koror        | Koror        | 18               | 12676              |
|                        | Peleliu      | Kloulklubed  | 13               | 702                |
| Isole del Sud-ovest    |              |              |                  |                    |
|                        | Hatohobei    | Hatohobei    | 3                | 44                 |
|                        | Sonsorol     | Dongosaru    | 3                | 100                |